# Kurt Moeschter
Kurt Moeschter (28 marzo 1903 – 26 giugno 1959) è stato un canottiere tedesco.

## Palmarès

### Olimpiadi
- Oro a Amsterdam 1928 nel due senza.